# Mañeru
Mañeru és un municipi de Navarra, a la comarca de Puente la Reina, dins la merindad de Pamplona. Limita al nord amb Guirguillano, al sud amb Mendigorria, a l'est amb Puente la Reina i Artazu i a l'oest amb Cirauqui.

## Demografia
| Evolució demogràfica                              | Evolució demogràfica | Evolució demogràfica | Evolució demogràfica | Evolució demogràfica | Evolució demogràfica | Evolució demogràfica | Evolució demogràfica | Evolució demogràfica | Evolució demogràfica | Evolució demogràfica |
| 1996                                              | 1998                 | 1999                 | 2000                 | 2001                 | 2002                 | 2003                 | 2004                 | 2005                 | 2006                 | 2007                 |
| ------------------------------------------------- | -------------------- | -------------------- | -------------------- | -------------------- | -------------------- | -------------------- | -------------------- | -------------------- | -------------------- | -------------------- |
| 365                                               | 374                  | 354                  | 362                  | 366                  | 391                  | 388                  | 382                  | 374                  | 359                  | 372                  |
| Fonts: Mañeru i Institut d'Estadística de Navarra |                      |                      |                      |                      |                      |                      |                      |                      |                      |                      |